# Kirchenslawisch

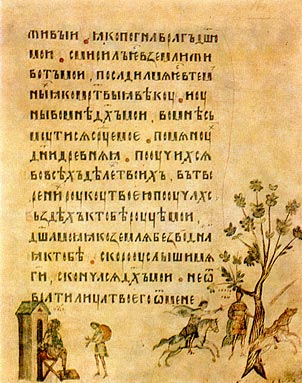
In Kirchenslawisch beschriebene Seite aus dem Psalter von Kiew (Spiridon-Psalter) von 1397

Kirchenslawisch ist eine traditionelle Liturgiesprache, die in den slawischsprachigen Ländern von den orthodoxen Kirchen und den  katholischen Ostkirchen verwendet wurde oder, in den slawischen orthodoxen Kirchen, verwendet wird. Sie entstand im Rahmen der Slawenmission durch Kyrill und Method und war bis in die Neuzeit die wichtigste slawische Literatursprache. Die am besten untersuchte Variante des Kirchenslawischen ist das Altkirchenslawische.  

## Redaktionen
Das Altkirchenslawische ist lediglich die „Spitze des Eisbergs“ an kirchenslawischer Literatur, ein klar abgegrenztes Handschriftenkorpus, das sich durch orthographisch-phonologische Charakteristika als archaisch auszeichnet. Der überwiegende Großteil der kirchenslawischen Literatur, der bis in die Neuzeit entstand und tradiert wurde, erfuhr eine sprachliche Beeinflussung durch die lokalen volkssprachlichen Idiome und unterschied sich dadurch von den altkirchenslawischen kanonischen Texten. Man spricht in diesem Zusammenhang von Redaktionen des Kirchenslawischen.

## Bulgarisch-Kirchenslawisch
Nachdem die Schüler Methods aus Großmähren vertrieben worden waren, fanden sie – und mit ihnen die kirchenslawische Literatur – im bulgarischen Reich die sogenannte „zweite Heimat“. Unter dem Zaren Simeon I. entstand eine Vielzahl an vorwiegend aus dem Griechischen übersetzten Texten, deren älteste sie überliefernde Handschriften zum Teil noch zum altkirchenslawischen Kanon zählen. 
Später, ab etwa 1200, unterscheiden sich die Texte von den altkirchenslawischen durch den Einfluss der lokalen Dialekte, zum Beispiel durch die Verwechslung der Nasalvokale. Dieses Textkorpus wird als Bulgarisch-Kirchenslawisch oder Mittelbulgarisch bezeichnet.
Die immer weiter tradierten Bücher wurden im 14. Jahrhundert einer Revision unterzogen (Euthymios von Tarnowo, Orthographie von Tarnowo), wobei Überlieferungsfehler getilgt wurden und die Orthographie archaisierend vereinfacht wurde. Eine wichtige Rolle spielten hierbei die slawischen Klöster auf dem Athos, in welchen fleißig an und mit der Überlieferung gearbeitet wurde. Mit dem Vordringen der Osmanen auf den Balkan wurde die Blüte der kirchenslawischen Schriftkultur in Bulgarien beendet.

## Serbisch-Kirchenslawisch
In Serbien wurde das Kirchenslawische vom štokavischen Substrat beeinflusst. Auch dort wurde die Überlieferung als Folge des Traktats „Über die Buchstaben“ von Konstantin von Kostenec auf Grundlage der Schule von Tarnowo archaisiert, wodurch das Prestige der Sprache gesteigert werden sollte. Als Blütezeit gelten das 14. und 15. Jahrhundert (aus dem Griechischen übersetzte Abschriften, Heiligengeschichten). Serbisch-Kirchenslawisch war die hauptsächliche Schriftsprache Serbiens bis in das 18. Jh. und eine der Amtssprachen in der frühen Periode des Osmanischen Reiches. Bei den Serben, die sich nach den Türkenkriegen in der Vojvodina ansiedelten, kam seit Ende des 17. Jahrhunderts Russisch-Kirchenslawisch (Neukirchenslawisch) und später für das weltliche Schrifttum Slawenoserbisch als Schriftsprache in Gebrauch, im übrigen Serbien selbst wurde Serbisch-Kirchenslawisch weiterverwendet.

## Russisch-Kirchenslawisch

### Entstehung und Entwicklung
Als wichtigste Grundlage gilt das auf dem Boden der Kiewer Rus entstandene Russisch-Kirchenslawisch. Das Ostromir-Evangelium von 1056 ist davon ein erstes datiertes Sprachdenkmal, welches wahrscheinlich von einer südslawischen nicht erhaltenen Vorlage abgeschrieben wurde. Das Ostromir-Evangelium zeigt im Gegensatz zu den altkirchenslawischen Denkmälern die Verwechslung der Nasalvokale ǫ und ę mit den oralen Vokalen u und ‘a. In der Gesamtschau sind nur geringe sprachliche Unterschiede zum Altkirchenslawischen festzustellen. 
Auch nicht explizit liturgisch eingesetzte Denkmäler der frühen Zeit, wie die Nestorchronik, zeigen sich abseits der genannten (und weiteren) orthographisch-phonetischen Besonderheiten sowie vereinzelten lexikalischen Ostslawismen weitgehend in kirchenslawischer Gestalt. Die Weiterentwicklung der ostslawischen Idiome und die selbstständige Tradierung der Literatur auf ostslawischem Boden führte dazu, dass bis zum 14. Jahrhundert sich die russische Redaktion zumindest orthographisch recht deutlich von den altkirchenslawischen Texten unterschied.

### Zweiter südslawischer Einfluss
Eine Re-Archaisierung der orthographischen Gestalt der Texte erfolgte, als infolge des Vordringens der Osmanen auf den Balkan viele slawische, vornehmlich bulgarische Gelehrte der Tarnower Schule (wie zum Beispiel der spätere Metropolit Kiprian) ab dem Ende des 14. Jahrhunderts in der mittlerweile erstarkten Moskauer Rus Zuflucht fanden. Man spricht in diesem Zusammenhang vom zweiten südslawischen Einfluss (wobei als erster südslawischer Einfluss die Übernahme der bulgarischen kirchenslawischen Literatur im Zusammenhang mit der Christianisierung der Kiewer Rus unter Wladimir I. im Jahre 988 zu gelten hat). Ergebnis dieser Re-Archaisierung war unter anderem der Versuch einer etymologisch korrekten Nasalenschreibung, wie sie beispielsweise in Ansätzen in der ersten kirchenslawischen Vollbibel, der Gennadiusbibel von 1499 des Erzbischofs Gennadius von Nowgorod, anzutreffen ist.

### Der Weg zum Neukirchenslawischen
Im 16. Jh. wurde die Rus als mittlerweile führende Vertreterin der slawischen Orthodoxie mit vielfältigen kulturellen Herausforderungen konfrontiert. Infolge der Reformation und vor allem der von den Jesuiten in den seit 1569 unter der polnischen Krone vereinten (süd)westlichen ostslawischen Gebieten (heute Belarus und die Westukraine) vorangetriebenen Gegenreformation wurde die Orthodoxie und damit das Kirchenslawische bedroht. Eine wichtige Rolle bei der Verbreitung des theologisch unterschiedlichen Gedankenguts spielte der Buchdruck, der im Laufe des 16. Jahrhunderts auch in den östlichen Gebieten Europas Verbreitung fand. Die konfessionell-theologischen Herausforderungen und das Bedürfnis der Drucker nach Einheitlichkeit führten zur ersten gedruckten kirchenslawischen Bibel, der Ostroger Bibel von 1581, sowie zu Kodifikationsversuchen des Kirchenslawischen in Grammatiken und Wörterbüchern, die dank der gedruckten Form eine hohe Verbreitung erfuhren und damit normative Kraft entfalten konnten. Zu nennen sind in diesem Zusammenhang unter anderem die Grammatik von Meleti Smotryzky (1619) sowie das Wörterbuch von Pamwo Berynda (1627), Werke, die allesamt im von Kulturkontakten geprägten Raum der (süd)westlichen Rus entstanden. Das hiermit normierte und kodifizierte System des Neukirchenslawischen fand in der Mitte des 17. Jahrhunderts mit ukrainischen Gelehrten seinen Weg nach Moskau. Dieser Kulturimport wird als Dritter Südslawischer Einfluss bezeichnet, auch wenn der südslawische Raum hier kaum eine Rolle spielte, sondern stattdessen das Geistesleben in der (südlich Moskaus liegenden) Ukraine; von Moskau strahlte das Neukirchenslawische nach der Revision der liturgischen Bücher anhand griechischer Texte unter Nikon und dem Druck weiterer Bibelausgaben in die anderen Gebiete der orthodoxen Slawia und wird in annähernd dieser Form noch heute im orthodoxen Gottesdienst verwendet.

## Kroatisch-Kirchenslawisch
Eine Sonderstellung innerhalb der Geschichte des kirchenslawischen Schrifttums nimmt das Kroatisch-Kirchenslawische ein. Dem katholisch-lateinischen Kulturkreis zugehörig, bewahrte es dennoch die kyrillomethodianische Tradition in der Textüberlieferung auch nach dem Morgenländischen Schisma von 1054, wobei zur Texterstellung die eckige Glagoliza verwendet wurde. Da keine permanenten Kulturkontakte mit dem Ostbalkanraum bzw. der Rus vorhanden waren, durch die die Überlieferung beeinflusst worden wäre, lassen sich in kroatisch-glagolitischen Handschriften oftmals archaische Lesarten bezeugen.

## Tschechisch-Kirchenslawisch
Die frühen Bezeugungen des Kirchenslawischen in der westlichen Peripherie, namentlich das Tschechisch-Kirchenslawische, spielten in der weiteren Überlieferungsgeschichte des Kirchenslawischen nur eine geringe Rolle.